# 殺界
| 星人                                                |
| --------------------------------------------------- |
| 土星人 - 金星人 - 火星人 天王星人 - 木星人 - 水星人 |
| その他                                              |
| 殺界                                                |
| 関連項目                                            |
| 細木数子 - 番組                                     |

殺界（さっかい）は六星占術で、よくないとされる運気の流れ。殺界は星人ごとに違う。占命盤で殺界にあてはまるのは、以下の5つの運気。
- 健弱（小殺界）
- 乱気（中殺界）
- 陰影（大殺界）
- 停止（大殺界）
- 減退（大殺界）

特に、陰影・停止・減退は何を始めるにも何をやるにもよくないとされる大殺界であり、小殺界や中殺界と異なり、3年（または3か月、3日）継続する。停止の前後の年月日は特に注意して慎重に行動するべきとされる。また十干で生まれ年や星回りが逆の位置にあると宿命大殺界として、最も注意しなければならない時期に入る。停止のときの年月の地支は本人の生まれた日を中心にして必ず天中殺（空亡）に該当する。逆に「達成」のときの年月の地支はその正反対（冲（6年または6か月離れている））である。
宿命大殺界は、算命学の大運天中殺のシステムと酷似しているという批判もある。加えて、細木数子が安岡正篤と結婚しようとしていた時期は細木本人が「『結婚』『引越し』などの新しいことを始めるのはよくない」と説明している六星占術における「大殺界」の真っ最中であったことから、細木自身が六星占術の「殺界のタブー」を守っていないとの批判がある。